# EACH TIME
《EACH TIME》은 1984년 3월 21일에 발매된 일본의 음악가 오타키 에이이치의 아홉 번째 스튜디오 음반이다. 1981년의 《A LONG VACATION》의 성공에 힘입어 마츠모토 타카시와 다시 한번 협업한 음반으로 총 60만 장을 판매하며 대히트한 음반이다. 이름의 유래는 오타키 에이이치가 라디오 방송에서 자신을 "이치 오타키"라는 별명으로 칭한 것에서 유래했다고 한다.

## 배경
당초는 LP와 카세트 테이프만의 발매였지만, 1984년 6월 1일에 CD를 발매했다. CD의 발매 다음 주에, 솔로 아티스트로서는 첫 오리콘 CD 차트에서 3주 연속 1위를 기록했고, 오타키 에이이치로서는 유일한 1위를 획득한 음반이다.
음반부터는 싱글이 일체 컷팅되지 않았다(그 대신 전곡을 12인치 싱글로 한 박스 세트로 발매되었다).이는 싱글 히트가 없으면 음반을 팔 수 없다는 당시 진정한 업계의 정설에 도전해 보자는 생각 때문이다. 결과적으로 60만 장을 팔아 전작 《A LONG VACATION》에 이어 대박을 터뜨렸다.
1989년 6월 1일에는 수록곡과 곡순을 변경한 리마스터드를 발매했다. 1991년에는 원래 곡순으로 CD 선서로 재발했고, 1997년에는 MD선서로 MD화도 돼 있다. 그리고 발매 20년이 지난 2004년 3월 21일에는 보너스 트랙을 추가한 20주년 기념반 CD, 여기에 10년 뒤에는 순노래방을 더한 2장반 CD 30주년 기념반이 각각 발매됐다.

## 뮤직 비디오
음반 수록곡 중 〈페퍼민트 블루〉 프로모션 영상이 제작돼 TV에서 여러 차례 온에어됐다.

## 곡 목록
모든 곡들은 마츠모토 타카시와 오타키 에이이치에 의해 작사/작곡하였다.
| #  | 제목                                     | 재생 시간 |
| -- | ---------------------------------------- | --------- |
| 1. | 〈마법의 눈동자 (魔法の瞳)〉             | 4:49      |
| 2. | 〈여름의 페이퍼백 (夏のペーパーバック)〉 | 3:57      |
| 3. | 〈나뭇잎의 스케치 (木の葉のスケッチ)〉   | 4:19      |
| 4. | 〈사랑의 너클볼 (恋のナックルボール)〉   | 3:14      |
| 5. | 〈은색의 제트기 (銀色のジェット)〉       | 4:09      |

| #  | 제목                                                | 재생 시간 |
| -- | --------------------------------------------------- | --------- |
| 1. | 〈1969년의 드래그 레이스 (1969年のドラッグレース)〉 | 4:57      |
| 2. | 〈유리병 가운데의 배 (ガラス壜の中の船)〉           | 5:28      |
| 3. | 〈페퍼민트 블루 (ペパーミント・ブルー)〉            | 5:03      |
| 4. | 〈레이크사이드 스토리 (レイクサイド ストーリー)〉   | 5:44      |